# Jessie Hodges
Jessie Hodges (* 19. Oktober 1996 in Hamilton) ist eine neuseeländische Radsportlerin.

## Sportlicher Werdegang
Jessie Hodges begann ihre sportliche Laufbahn als Netballspielerin. Wegen eines Kreuzbandrisses musste sie diesen Sport aufgeben. Während ihrer einjährigen Rehabilitation trainierte sie auf einem Fahrradergometer, wodurch sie Spaß am Radsport bekam.
2018 wurde Hodges dreifache neuseeländische Meisterin in Einerverfolgung, Punktefahren und Zweier-Mannschaftsfahren. Im Jahr darauf errang sie bei den Ozeanienmeisterschaften Bronze im Punktefahren und errang zwei nationale Titel. Ende des Jahres gehörte sie zu dem Vierer, der den Lauf des Weltcups in Hongkong in der Mannschaftsverfolgung gewann. 2020 wurde sie mit dem neuseeländischen Vierer Ozeanienmeisterin, im Punktefahren und Zweier-Mannschaftsfahren gewann sie Silber sowie fünf nationale Titel. 2021 wurde sie mit Rushlee Buchanan neuseeländische Meisterin im Zweier-Mannschaftsfahren.
2021 wurde Jessie Hodges für die Teilnahme an den Olympischen Spielen in Tokio nominiert, wo sie mit Buchanan im Zweier-Mannschaftsfahren Platz elf belegte. Zudem war sie als Reserve für die Mannschaftsverfolgung gemeldet, kam aber nicht zum Einsatz.

## Erfolge
2018
- Neuseeländische Meisterin – Einerverfolgung, Punktefahren, Zweier-Mannschaftsfahren (mit Emily Shearman)

2019
- Ozeanienmeisterschaft – Punktefahren
- Weltcup in Hong Kong
- Neuseeländische Meisterin – Zweier-Mannschaftsfahren (mit Lauren Ellis), Mannschaftsverfolgung (mit Racquel Sheath, Bryony Botha und Rushlee Buchanan)

2020
- Ozeanienmeisterin – Mannschaftsverfolgung (mit Kirstie James, Emily Shearman und Nicole Shields)
- Ozeanienmeisterschaft – Punktefahren, Zweier-Mannschaftsfahren (mit Michaela Drummond)
- Neuseeländische Meisterin – Scratch, Punktefahren, Omnium, Zweier-Mannschaftsfahren (mit Lauren Ellis), Mannschaftsverfolgung (mit Ally Wollaston, Nina Wollaston und Jaime Nielsen)

2021
- Neuseeländische Meisterin – Zweier-Mannschaftsfahren (mit Rushlee Buchanan)

2022
- Neuseeländische Meisterin – Zweier-Mannschaftsfahren (mit Ally Wollaston)

2023
- Ozeanienmeisterin – Zweier-Mannschaftsfahren (mit Bryony Botha)
- Ozeanienmeisterschaft – Mannschaftsverfolgung (mit Rylee McMullen, Prudence Fowler und Samantha Donnelly)